# Polički Vrh
Polički Vrh je naselje v Občini Pesnica.